# تاکاداچی گیکه‌ایدو
تاکاداچی گیکه‌ایدو (به ژاپنی: 高館義経堂 Takadachi Gikeidō)، یک معبد بودایی در  هیراایزومی، ایواته در استان ایواته است.